# American Thighs
American Thighs è il primo album in studio del gruppo musicale alternative rock statunitense Veruca Salt, pubblicato nel 1994.
Il titolo del disco deriva da un verso della canzone You Shook Me All Night Long degli AC/DC.

## Tracce
1. Get Back – 3:12
2. All Hail Me – 3:05
3. Seether – 3:16
4. Spiderman '79 – 5:16
5. Forsythia – 4:45
6. Wolf – 4:19
7. Celebrate You – 4:20
8. Fly – 3:38
9. Number One Blind – 3:43
10. Victrola – 2:19
11. Twinstar – 3:16
12. 25 – 7:56
13. Sleeping Where I Want – 3:19

## Formazione
- Nina Gordon - chitarra, voce
- Louise Post - chitarra, voce
- Jim Shapiro - batteria, cori
- Steve Lack - basso